# Gonatus fabricii
Gonatus fabricii es una especie de molusco cefalópodo de la familia Gonatidae. Se distribuye la norte del océano Atlántico desde Canadá hasta el mar de Barents. En inglés recibe el nombre de boreoatlantic armhook squid. 
El manto de G. fabricii alcanza los 30 cm de longitud.
El espécimen tipo fue capturado en aguas de Groenlandia y se encuentra en el museo zoológico de la Universidad de Copenhague.